# Haziganj
Haziganj är ett underdistrikt i Bangladesh. Det ligger i den centrala delen av landet, 70 km sydost om huvudstaden Dhaka.
Trakten runt Haziganj består till största delen av jordbruksmark. Runt Haziganj är det mycket tätbefolkat, med 2 028 invånare per kvadratkilometer.